# Escudo de Perak

Actual blasón de Perak.

El escudo de Perak contiene el escudo del sultán de Perak DYMM (Duli Yang Maha Mulia), Malasia. El escudo está rodeado por una media luna creciente que contiene flores de arroz. 
El escudo del Sultán Perak DYMM simbolia la alteza del Sultán. La media luna se refiere al Islam como la religión oficial del estado, mientras que las flores de arroz reflejan la fuente del dinero para el pueblo de Perak.